# Cirolana browni
Cirolana (Anopsilana) browni là một loài chân đều trong họ Cirolanidae. Loài này được Van Name miêu tả khoa học năm 1936.